# Situps

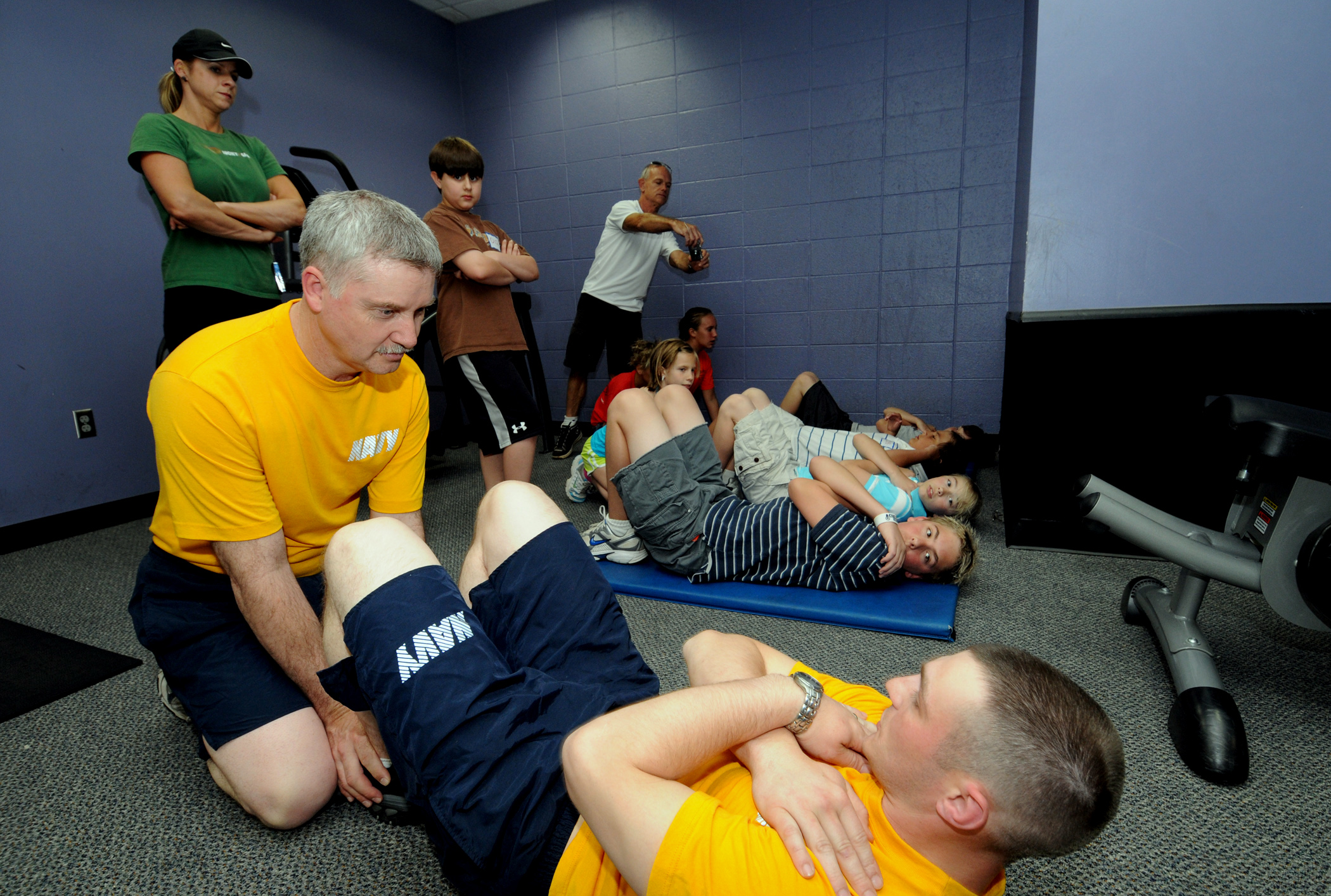
En amerikansk marinsoldat demonstrerar hur man gör situps.

Situps (situp i singular) är en gymnastisk övning. Med stel överkropp fälls kroppen upp från liggande läge till sittande. När överkroppen bibehålls stel aktiveras främst höftböjarmusklerna. Om överkroppen istället genomför en koncentrisk rörelse brukar denna övning kallas crunch. Då ska inte rörelse finnas i höften.
De mest aktiva musklerna i en situp är höftböjarna och sätesmusklerna.